# Chrysodeixis chalcites
Chrysodeixis chalcites là một loài bướm đêm trong họ Noctuidae.

## Hình ảnh

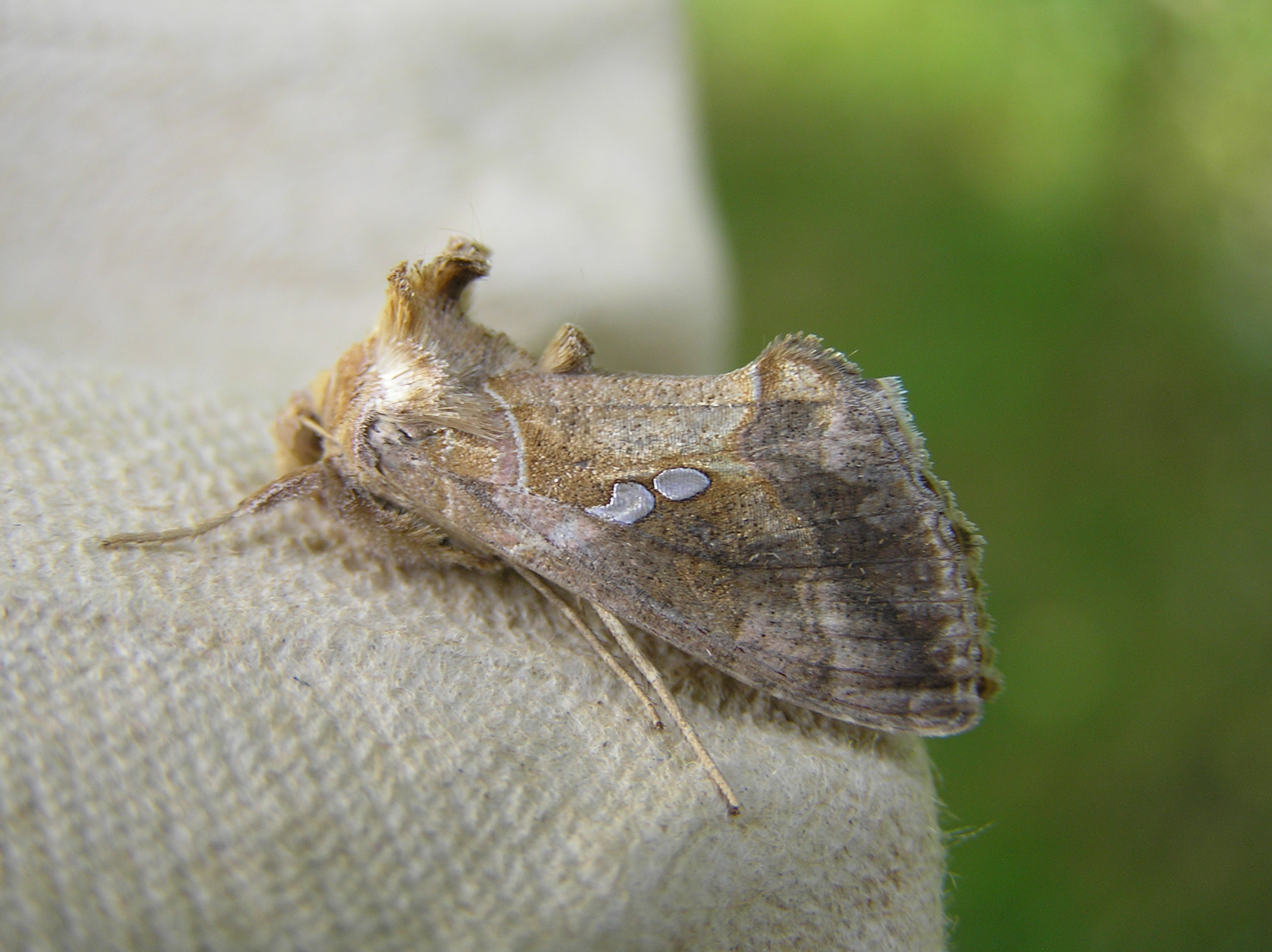
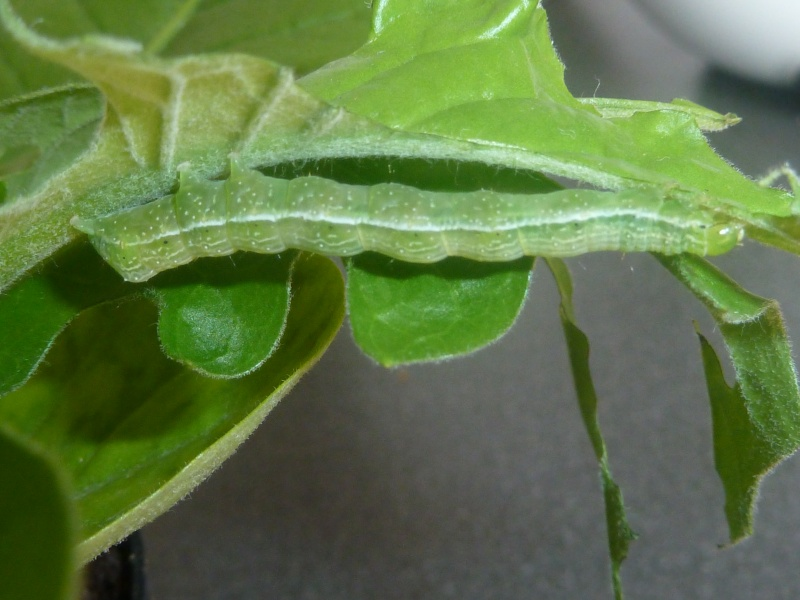
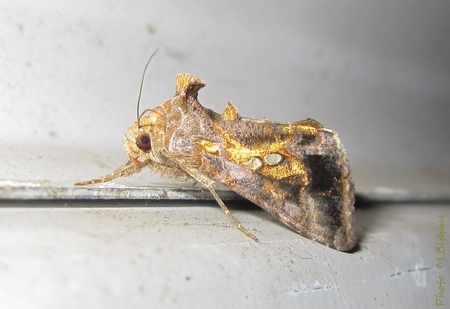
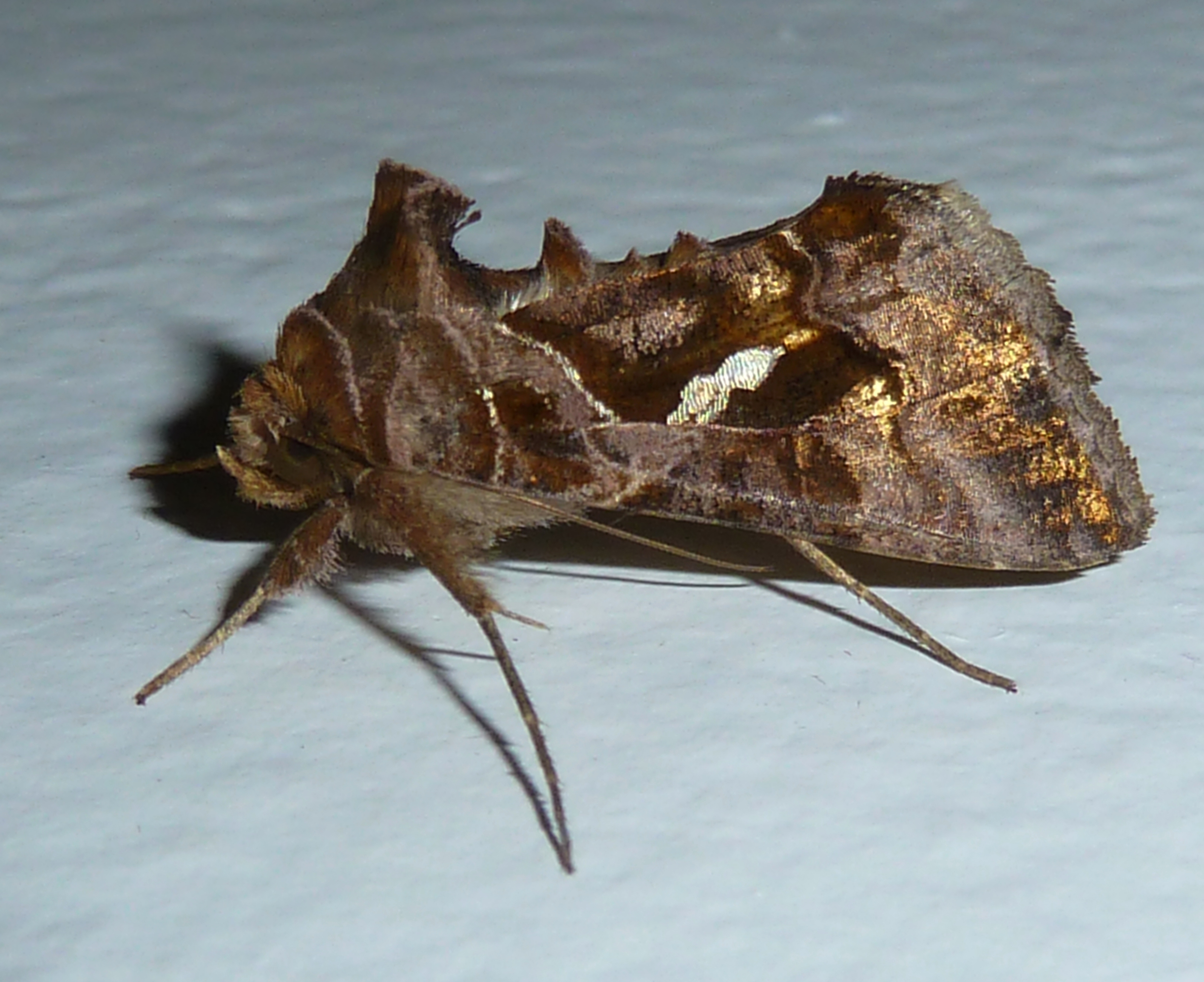